# Augochloropsis cupreotincta
Augochloropsis cupreotincta är en biart som först beskrevs av Cockerell 1900.  Augochloropsis cupreotincta ingår i släktet Augochloropsis och familjen vägbin. Inga underarter finns listade.